# صنع في زين (مسرحية)
صنع في زين مسرحية استعراضية عائلية تم تصويرها في الكويت. إخراج سمير عبود. 

## طاقم العمل
| الممثل       | الدور                  |
| ------------ | ---------------------- |
| فاطمة الصفي  | جلجلة                  |
| علي كاكولي   | بطاطا                  |
| حمد أشكناني  | سندباد                 |
| بشار الشطي   | خارق                   |
| مروى بن صغير | ميمة                   |
| حلا الترك    | ياسمينا                |
| فرقة شياب    | التنين ذو الثلاثة رؤوس |
| شهد العميري  | سيارة                  |
| فتحية جعفر   | الطفلة                 |